# Filippus en Jacobuskerk (Vilnius)
De Kerk van de heilige apostelen Filippus en Jacobus (Litouws: Šv. apaštalų Pilypo ir Jokūbo bažnyčia; Pools: Kościół św. Jakuba i Filipa) is een barokke kerk in Vilnius, Litouwen. 
De kerk wordt beheerd door de orde van de predikheren (Dominicanen) en de heilige missen worden er afwisselend in het Pools en Litouws gevierd.

## Geschiedenis

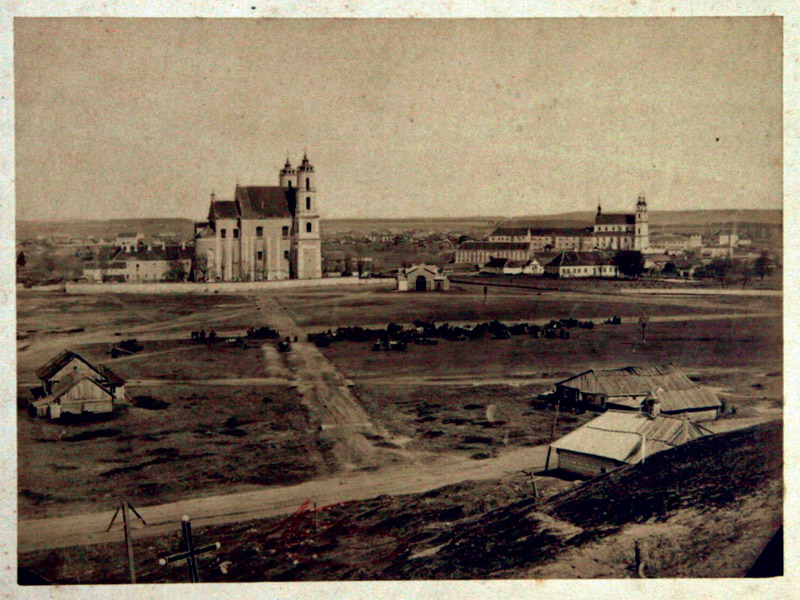
Oude afbeelding van de Filippus en Jacobuskerk (links) uit 1860, de kerk rechts is de Sint-Rafaëlkerk

De eerste kerk van de Dominicanen buiten de stadsmuren, die al eerder de Heilige Geestkerk in het centrum van de stad bouwden, werd in 1624 in de buurt van een begraafplaats gesticht. De kerk werd gewijd aan de apostelen Jacobus en Filippus. Het kerkgebouw viel tijdens de Pools-Russische Oorlog in 1655 ten prooi aan vlammen en werd herbouwd, maar brandde vervolgens in 1684 opnieuw af. De Dominicanen besloten in 1690 daarom een geheel nieuwe stenen kerk te bouwen in 1690, waarvan de werkzaamheden zich tot 1737 zouden gaan voltrekken.
De kerk bezit een miraculeus icoon van de Heilige Maagd, ooit door de Polen als buit meegenomen uit Rusland. De gevel heeft twee nissen waarin in recente tijden een oud beeld van Sint-Dominicus, de stichter van de orde, en een houten beeld van Sint-Hyacinthus, de apostel van het noorden, werden geplaatst. De gevel wordt geflankeerd door twee torens met een barokke bekroning.  
De Fransen verdreven tijdens de veldtocht van Napoleon naar Rusland in 1812 de kloosterlingen en gebruikten het klooster in 1812 als een veldhospitaal en een militair depot. Nadien werd de kerk gerestaureerd om als kerk voor begrafenissen op de aangrenzende begraafplaats te kunnen dienen. Het klooster werd als ziekenhuis in gebruik genomen, het eerste seculiere ziekenhuis van de stad.    
Na de Tweede Wereldoorlog werd het kerkgebouw in 1948 gesloten. In eerste instantie werd het gebouw gebruikt om er groente en fruit in op te slaan, daarna voor de opslag van decors van het Opera en Ballet Theater.
Alleen de kerk werd in 1992 teruggegeven aan de Dominicanen, maar in het klooster is nog altijd een ziekenhuis gehuisvest, het tegenwoordig katholieke Sint-Jacobushospitaal.  